# 埃托利耶
埃托利耶（法語：Étauliers，法語發音：[etolje]）是法国吉伦特省的一个市镇，属于布莱区。

## 地理
埃托利耶（45°13'26"N, 0°34'25"W）面积12.98 平方千米，位于法国新阿基坦大区吉倫特省，该省份为法国西南部沿海省份，是法國本土面积最大的省，北起滨海夏朗德省，西临大西洋，南至朗德省，东南接洛特-加龍省，东临多爾多涅省。
与埃托利耶接壤的市镇（或旧市镇、城区）包括：圣欧班德布莱、昂格拉德、布罗和圣路易、卡尔特莱格、雷尼亚克。
埃托利耶的时区为UTC+01:00、UTC+02:00（夏令时）。

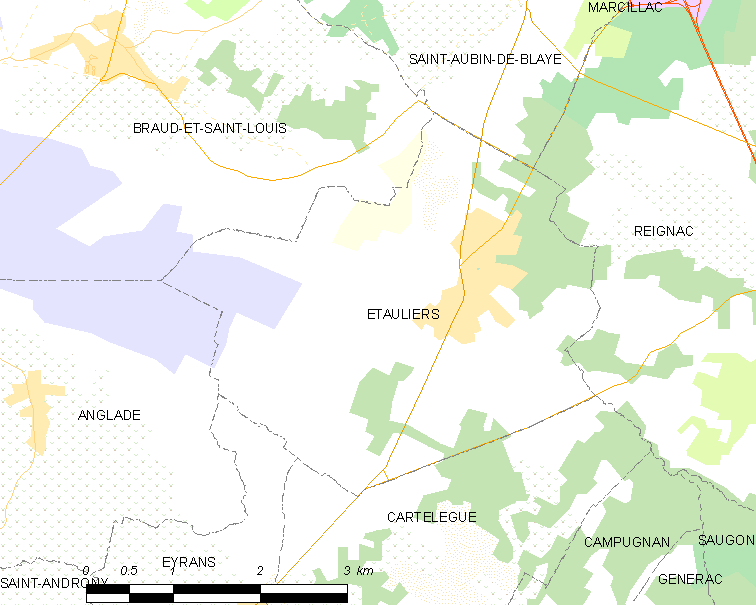
埃托利耶的OSM定位图

## 行政
埃托利耶的邮政编码为33820，INSEE市镇编码为33159。

## 政治
埃托利耶所属的省级选区为河口县。

## 人口

1962-2008年间埃托利耶人口变化图示

埃托利耶于2022年1月1日时的人口数量为1598人。